# Thierry Baudet
Thierry Henri Philippe Baudet (ur. 28 stycznia 1983 w Heemstede) – holenderski polityk, wykładowca uniwersytecki i publicysta, poseł do Tweede Kamer, założyciel i lider eurosceptycznej partii Forum na rzecz Demokracji.

## Życiorys
Urodził się w Heemstede. W 2001 ukończył szkołę średnią w Haarlemie, od 2001 do 2006 studiował historię na Uniwersytecie Amsterdamskim, a od 2002 do 2006 prawo na tej samej uczelni. W 2012 doktoryzował się na wydziale prawa Uniwersytetu w Lejdzie. Pracował jako nauczyciel akademicki na tej uczelni oraz na Tilburg University. Zajął się również działalnością publicystyczną i komentatorską.
Założył think tank Forum na rzecz Demokracji, na bazie którego powołał następnie partię polityczną. W 2016 prowadził poprzez tę organizację aktywną kampanię na „nie” przed referendum dotyczącym układu stowarzyszeniowego między Unią Europejską a Ukrainą. W wyborach parlamentarnych w 2017 jako jeden z dwóch przedstawicieli FvD uzyskał mandat deputowanego do niższej izby Stanów Generalnych.
W listopadzie 2020, na kilka miesięcy przed kolejnymi wyborami do Tweede Kamer, ustąpił z funkcji lidera partii i lidera jej listy wyborczej, co wiązało się z upublicznionymi kontrowersjami dotyczącymi partyjnej młodzieżówki. Wkrótce został jednak ponownie zatwierdzony jako przywódca ugrupowania, wygrywając w wewnątrzpartyjnym referendum (co z kolei doprowadziło do odejścia z FvD m.in. trzech eurodeputowanych). W 2021 i 2023 ponownie był wybierany w skład niższej izby holenderskiego parlamentu.